# Antonios Eparchos
Antonios Eparchos, född 1491, död 1571, var en grekisk renässanshumanist från Kerkyra (Korfu). 
Han är mest känd genom sin klagodikt över antikens Greklands (Hellas) undergång, utgiven 1544. I dikten uppträder Olympens gudar och manar Europas stormakter att befria den helleniska världen från Osmanska riket. 
Eparchos ägde en stor handskriftssamling, vars huvuddel hamnat i Bibliothèque nationale i Paris.